# Intolleranza (società)
L'intolleranza è l'atteggiamento di colui che nei vari campi dello spirito umano considera le proprie idee, sentimenti e opinioni così incontestabilmente vere e fondate da negare aprioristicamente valore a una qualsiasi difformità di pensiero che le metta in discussione. L'intolleranza, propria di chi è convinto di possedere verità assolute nella religione, nella politica o nella scienza, si manifesta nell'intento non solo di difendere e rafforzare le proprie convinzioni, ma anche di evitare che chi dissente cada in quello che si presume sia un errore.
In un contesto sociale o politico l'intolleranza si manifesta praticamente nella repressione o persecuzione di persone o opinioni tramite comportamenti razzisti, sessisti e in generale di avversione verso orientamenti e preferenze sessuali, posizioni religiose, politiche. In molti casi l'intolleranza si basa su pregiudizi e può condurre nei casi estremi a discriminazione, violenza fisica (genocidio) o verbale.